# قائمة الأطباق المغربية
هذه قائمة بأطباق الطعام في المطبخ المغربي. تشير الإدخالات باللون البيج إلى أنواع الأطعمة العامة.

## أطباق رئيسية
- طاجين البرقوق
- قراشل

| اسم اسماء اخرى                                                   | صورة | النوع      | وصف |
| ---------------------------------------------------------------- | ---- | ---------- | --- |
| كسكس                                                             |      | طبق رئيسي  | وجبة تتكون من حبيبات السميد مطبوخة بالبخار مضاف إليها اللحم أو الدجاج والخضار |
| طاجين بأنواعه                                                    |      | طبق رئيسي  | من بين أهم الوجبات الرئيسية في المغرب، ويمكن أن يحضر إما من اللحم أو الدجاج مع إضافة الخضار وأسهل طبق طاجين يمكن إعداده هو طاجين اللحم المفروم (كفتا) مع الطماطم والبيض يقدم دائما مع الخبز |
| المروزية                                                         |      | طبق رئيسي  | طبق حلو يعد بلحم الضأن مع الزبيب واللوز والعسل يسمى المروزية نسبة للتوابل المكونة للطبق |
| بسطيلة                                                           |      | طبق رئيسي  | طبق مخصص للأعراس والمناسبات المغربية ويمكن إعداده حلوا بالدجاج واللوز أو مالحا بالمأكولات البحرية                                                                                           |
| رفيسة                                                            |      | طبق رئيسي  | وجبة تعد بشرائح المسمن والدجاج البلدي |
| السفة                                                            |      | طبق رئيسي  | طبق خاص بالمناسبات الكبرى والأعراس يعد بالشعرية الرقيقة والصغيرة الحجم المطهوة على البخار عدة مرات والمزينة بالسكر والقرفة واللوز                                                           |
| السخينة أي الدفينة                                               |      | طبق رئيسي  | النسخة المغربية من الحمين، وهو الطبق اليهودي التقليدي الذي يطهي في الفرن خلال ليلة الجمعة ويقدم يوم السبت. السخينة يخنة تتكون من اللحم والبطاطس والحنطة والأرز والبيض والثوم والبهارات.     |
| بولفاف                                                           |      | طبق رئيسي  | طبق مشاوي مخصص لعيد الأضحى يتكون من كبد ورئة وقلب وطحال الخروف ملفوف عليه قطع الشحم |
| الدوارة أو التقلية                                               |      | طبق رئيسي  | طبق عيد الأضحى بامتياز يتكون من كبد ورئة وكرش الخروف مطبوخة |
| الخليع                                                           |      | وجبة إفطار | لحم (خروف أو بقر أو جمل) مملح ومجفف محفوظ مع الدهن (الشحم) |
| مرغاز                                                            |      |            | نقانق لحم الضأن الحار |
| مشوي أو شوي                                                      |      | طبق رئيسي  | ضأن مشوي |
| كرات السردين (السردين كواري بالدارجة المغربية)                   |      | طبق رئيسي  | طبق مكون من سمك السردين المطحون على شكل مرات والمعد مع صلصة الطماطم والفلفل والزيتون والليمون المخلل                                                                                        |
| الهركمة أو (الكرعين بالدارجة المغربية نسبة لكراع أي أرجل الخروف) |      | طبق رئيسي  | هو طبق رئيسي شهير يتكون أساساً من أرجل الخروف أو البقر مع الحمص |
| دجاج معمر                                                        |      | طبق رئيسي  | وجبة الدجاج المحشي بالكسكس المحلى بالزبيب وماء الزهر واللوز والسكر. توضع المكونات في كسرولة كبيرة وتطبخ ببطء في صلصة تعد بالعسل والبصل والثوم والزنجبيل والقرفة والزعفران.                  |
| المدفونة                                                         |      | طبق رئيسي  | هو طبق رئيسي حلو ومالح شبيه بالسفة والرفيسة بعجين المسمن أو الشعرية مع فرق وجود طبقتين (طبقة مدفونة بالدجاج البلدي وطبقة مرئية)                                                             |
| الرفيسة العمية                                                   |      | طبق رئيسي  | هو طبق رئيسي تقليدي اشتهر بين الفقراء في فصل الشتاء يعد بالخبز الجاف المتبقي في المنزل ويخلط مع البصل والعدس والتوابل وأحيانا القديد والكرداس أو اللحوم إذا أمكن                            |
| القديد والكرداس                                                  |      | طبق رئيسي  | يعد من العادات والتقاليد المغربية خلال عيد الأضحى ويتكون القديد من (اللحم المجفف والمملح التقليدي) والكرداس يعد طبقا رئيسيا مع القطاني أو الكسكس                                            |
|                                                                  |      |            | |

– مصادر:

## حساء وشوربات
| اسم                                                     | صورة | النوع                               | وصف |
| ------------------------------------------------------- | ---- | ----------------------------------- | --- |
| حريرة (شوربة)                                           |      | طبق رئيسي مع التمر                  | شوربة ساخنة تعرف إقبالاً كبيراً في شهر رمضان من أقدم الأطباق المغربية وأشهرها                                                                                                 |
| بصارة                                                   |      | شوربة ساخنة                         | حساء مصنوع من الفول المجفف تقدم مرفوقة بالهريسة والخبز المغربي وزيت الزيتون                                                                                                 |
| شوربة عدس                                               |      | حساء أو طبق رئيسي حسب طريقة الإعداد | حساء مصنوع من العدس يصبح طبقا رئيسيا عند تقديمه بالكرداس (كرشة الخروف المملحة معمرة بأمعاء الخروف ومجففة) أو القديد (اللحم المجفف والمملح)                                  |
| بركوكش                                                  |      | طبق رئيسي وأحيانا شوربة             | هو طبق مغربي أمازيغي تقليدي يؤكل خصوصا في فصل الشتاء ويتم تحضيره بحبيبات معكرونة أخشن من حبات الكسكسي العادي إما حساء مع الحليب أو مع صلصة الطماطم أو الخضار واللحم         |
| غلالة أي بَبوش                                           |      | طعام شوارع                          | الحلزون في مرق بالبهارات والتوابل والعشوب |
| طبق اللوبيا البيضاء (اللوبيا الكارمة بالدارجة المغربية) |      | طبق رئيسي وأحيانا طبق جانبي         | شوربة ساخنة مصنوعة من اللوبيا البيضاء تأكل بالخبز وتصبح طبقا رئيسيا عند تقديمها بالكرداس (كرشة الخروف المملحة معمرة بأمعاء الخروف المجففة) أو القديد (اللحم المجفف والمملح) |

## سلطات ومقبلات
| اسم                                           | صورة | النوع     | وصف |
| --------------------------------------------- | ---- | --------- | --- |
| سلطة مغربية (أو شلاظة بالدارجة المغربية)      |      | سلطة      | هي سلطة تتكون من البصل والطماطم مقطعين لمكعبات طغيرة مضاف إليها التوابل من زيت وملح وإبزار وكمون وفي بعض الأحيان عصير الحامض والزيتون الأسود                    |
| البقولة (الخبيزة أو الرجلة بالدارجة المغربية) |      | سلطة      | سلطة من السبانخ أو نبات السلق مع الطماطم والزيتون والثوم. |
| تكتوكة                                        |      | سلطة      | سلطة طماطم مشوية مع الفلفل الأخضر الحلو المشوي |
| سلطة الباربا (الشمندر)                        |      | سلطة      | سلطة مكونة من الشمندر الحلو المسلوق والمخلوط مع الزيت والخل والثوم والربيع المدقوق                                                                              |
| زعلوك                                         |      | سلطة      | طبق من الباذنجان المشوي أو المقلي مع صلصة الطماطم والفلفل المشوي والثوم والتوابل                                                                                |
| سلطة البرتقال                                 |      | سلطة حلوة | سلطة مكونة من فاكهة البرتقال ومزينة بالقرفة والمكسرات |
| بريوات                                        |      | المفتحات  | فطائر حلوة (باللوز أو المكسرات) أو مملحة (باللحوم أو الخضار أو الأسماك) يملئ بها ورق البسطيلة وتشكل إما مثلثات أو دوائر ملفوفة الشكل تعد من أساسيات مائدة رمضان |
| سيجار مغربي                                   |      | مقبلات    | فطيرة تشكل بورق البسطيلة أو العجين معمر بلحم البقر والخضروت ملفوف على شكل طولي مثل السيجارة يعد من أساسيات مائدة رمضان                                          |
| الجْبَنْ (بالسكون)                               |      | مقبلات    | هو جبن تقليدي، عادة ما يصنع من حليب الخراف الخام أو حليب الماعز. يعد من أساسيات مائدة رمضان                                                                     |

## مخللات وصلصات وزيوت
| اسم                                            | صورة | النوع       | وصف |
| ---------------------------------------------- | ---- | ----------- | --- |
| شرمولة                                         |      | منقوع       | هي منقوع من التوابل المنكهة والخاصة بالسمك أو المأكولات البحرية عموما، لكن يمكن استخدامها أيضا في اللحوم أو الخضار مع تغييرات بسيطة في التوابل. غالبًا ما تتكون من خليط من الأعشاب مضاف إليه زيت الزيتون وعصير الليمون وقطع من الليمون المخلل والثوم المدقوق والكمون والملح. وقد تشمل أيضًا البصل المقطع والكزبرة الطازجة والفلفل الحار المطحون أو الزعفران والإبزار والبابريكا. |
| الليمون المخلل                                 |      | مخللات      | الليمون المخلل |
| الزيتون المخلل (يسمى مسلالة بالدارجة المغربية) |      | مخللات      | يتكون من الزيتون المنقوع في زيت الزيتون والبابريكا والحامض والملح والفلفل والهريسة والكمون وغيرها من التوابل والأعشاب المغربية |
| أملو                                           |      | وجبة الفطور | وصفة أمازيغية مغربية تتكون من خليط من زيت الأركان مضاف إليه اللوز المطحون والعسل. يتناول مع الخبز مصحوبا بأتاي. |
| زيت الأركان                                    |      | وجبة الفطور | زيت الأركان هو زيت يستخرج من شجرة الأركان المغربية الموجودة فقط في المغرب تطحن ثمارها لتصبح زيت الأركان. يتناول مع الخبز مصحوبا بأتاي. |

## حلويات ومخبوزات
| اسم                                                  | صورة                                                                      | النوع   | وصف |
| ---------------------------------------------------- | ------------------------------------------------------------------------- | ------- | --- |
| خبز مغربي                                            |                                                                           | مخبوزات | عجين أساسي للتغميس مرافق للأطباق الرئيسة |
| تفرنوت                                               |                                                                           | مخبوزات | خبز مسطح بلدي من منطقة السوس الأقصى، يطهى في فرن تقليدي مصنوع من الطين، ويقدم مع الطاجين.                                                                      |
| بطبوط                                                |                                                                           | مخبوزات | خبز مشكل على شكل قرص كبير يؤكل وحده مع أتاي أو مرفوقا بالزبدة والعسل                                                                                           |
| حرشة                                                 |                                                                           | مخبوزات | حلوى محضرة بالسميد ومطبوخة في الفرن |
| المسمن أو الرغايف                                    |                                                                           | مخبوزات | رغيف يحضر بخليط الدقيق والزبدة والماء والملح ويطبخ على المقلاة أو يقلى يعد أحد أشهر فطائر المطبخ المغربي، ويشبه إلى حد كبير الفطير المشلتت المصري.             |
| بغرير                                                |                                                                           | مخبوزات | رغيف يحضر بخليط دقيق السميد مثل الكريب تميزه ثقوب على وجهه. |
| الرزيزة أو رزة القاضي (عمامة القاضي)                 |                                                                           | مخبوزات | رغيف يحضر بخليط الدقيق بنفس مقادير المسمن لكن تبسيط العجين يكون على شكل خيوط ملفوفة على بعضها.                                                                 |
| بريوات باللوز                                        |                                                                           | حلوى    | معجنات محشوة بعجينة اللوز |
| فقاص                                                 |                                                                           | حلوى    | نوع من الحلوى المصنوع من دقيق السميد. |
| غريبة                                                |                                                                           | حلوى    | حلوى بسكويت بنكهة بذور اليانسون وبذور السمسم، أو اللوز والزبيب.                                                                                                |
| كعب غزال                                             |                                                                           | حلوى    | حلوى على شكل كعب الغزال محشوة باللوز والسكر |
| معمول                                                |                                                                           | حلوى    | معجنات صغيرة محشوة بالتمر أو الفستق أو الجوز (أو اللوز أحيانا أو التين أو حشوات أخرى).                                                                         |
| بسطيلة الحليب أو جوهرة                               |                                                                           | حلوى    | حلوى مكونة من أوراق البسطيلة المقلية والمزينة بالحليب واللوز                                                                                                   |
| شباكية مغربية                                        |                                                                           | حلوى    | حلوى بالعسل تعرف إقبالاً كبيراً خصوصاً في شهر رمضان |
| سلو                                                  |                                                                           | حلوى    | يتكون من طحين محمص ممزوج باللوز ويكثر الإقبال عليه خلال شهر رمضان                                                                                              |
| السفنج                                               | Freshly fried doughnuts bought from a shop on Rue de Berrima in Marrakech | حلوى    | أكلة شعبية، يتم تناولها مع كوب شاي أو حليب |
| بيني                                                 |                                                                           | حلوى    | أكلة شعبية مثل السفنج لكنها حلوة المذاق محشوة بالسكر أو العسل                                                                                                  |
| تشورو باللهجة الشمالية أو (خرينغو بالدارجة المغربية) |                                                                           | حلوى    | أكلة شعبية حلوة المذاق مرشوشة بالسكر |
| محنشة                                                |                                                                           | حلوى    | حلوى تعد بورق البسطيلة مضاف إليها حشوة إما مالحة (باللحم أو السمك) أو حلوة (باللوز أو المكسرات مرشوشة بالعسل) تلف العجينة على شكل طولي ثم أسطوني على شكل ثعبان |

## مشروبات
| اسم           | صورة | النوع      | وصف                                                             |
| ------------- | ---- | ---------- | --------------------------------------------------------------- |
| أتاي بالنعناع |      | مشروب ساخن | شاي أخضر مع النعناع ومكعبات سكر                                 |
| عصير ليمون    |      | مشروب بارد | وهو عصير البرتقال الطبيعي                                       |
| عصير رمان     |      | مشروب بارد | الرمان / مياه زهر البرتقال                                      |
| قهوة          |      | مشروب ساخن | قهوة مغربية تسمى نص-نص (أي نصف -نصف) لكونها تعد بالحليب والقهوة |
| شمندر أحمر    |      | مشروب بارد | عصير الشمندر                                                    |
| عصير العنب    |      | مشروب بارد | عصير عنب أبيض                                                   |